# Kamla Persad-Bissessar
Kamla Persad-Bissessar (Siparia, Trinidad y Tobago, 22 de abril de 1952) es una abogada, política y educadora trinitense que se ha desempeñado dos veces como sexta primera ministra de Trinidad y Tobago, de 2010 a 2015 y nuevamente desde mayo de 2025. También ha sido la líder política del Congreso Nacional Unido desde 2010, y fue líder de la oposición en tres ocasiones de 2006 a 2007, de enero a mayo de 2010 y nuevamente de 2015 a 2025. Persad-Bissessar es la segunda primera ministra que ha ocupado el cargo de forma no consecutiva, después de Patrick Manning.

## Biografía
Kamla nació en la comunidad rural de Siparia. Se graduó en la Escuela Secundaria de Iere, estudió en la Universidad de las Indias Occidentales, y obtuvo una licenciatura en ciencias de la educación y en derecho en la Facultad de Derecho Hugh Wooding. Fue elegida parlamentaria por el Congreso Nacional Unido en 1995; ese mismo año ejerció como Procuradora General, regresando al cargo en 2001; en 2000 fue Ministra de Educación. En 2006 fue elegida como Líder de la Oposición en el Parlamento. En enero de 2010 derrota al fundador de su partido Basdeo Panday en la elección del nuevo líder del Congreso Nacional Unido (un partido socialista); el 24 de mayo gana las elecciones generales, sucediendo un día después a Patrick Manning como primera ministra.